# Lancer du poids masculin aux Jeux olympiques d'été de 1976
Navigation
Munich 1972 Moscou 1980
L'épreuve du lancer du poids masculin aux Jeux olympiques de 1976 s'est déroulée les 23 et 24 juillet 1976 au Stade olympique de Montréal, au Canada.  Elle est remportée par l'Est-allemand Udo Beyer avec la marque de 21,05 m.

## Résultats

### Finale
| Rang               | Athlète                  | Pays               | Essais | Essais | Essais | Essais | Essais | Essais | Marque  |
| Rang               | Athlète                  | Pays               | 1      | 2      | 3      | 4      | 5      | 6      | Marque  |
| ------------------ | ------------------------ | ------------------ | ------ | ------ | ------ | ------ | ------ | ------ | ------- |
| Médaille d'or      | Udo Beyer                | Allemagne de l'Est | 20.38  | 20.50  | 20.49  | X      | 21.05  | 20.45  | 21.05 m |
| Médaille d'argent  | Yevgeniy Mironov         | Union soviétique   | 19.67  | 20.38  | 20.14  | 20.17  | 21.03  | 20.66  | 21.03 m |
| Médaille de bronze | Aleksandr Baryshnikov    | Union soviétique   | 20.53  | 20.27  | 21.00  | 20.96  | 20.58  | X      | 21.00 m |
| 4                  | Al Feuerbach             | États-Unis         | 19.74  | 20.55  | 20.07  | 20.21  | 20.10  | 20.32  | 20.55 m |
| 5                  | Hans-Peter Gies          | Allemagne de l'Est | 19.98  | 20.19  | 20.47  | 20.45  | 20.11  | 20.13  | 20.47 m |
| 6                  | Geoff Capes              | Royaume-Uni        | 20.15  | 20.21  | 20.36  | 20.32  | 20.31  | X      | 20.36 m |
| 7                  | George Woods             | États-Unis         | 20.13  | 19.97  | 20.20  | 20.26  | X      | 19.87  | 20.26 m |
| 8                  | Hans Höglund             | Suède              | 20.17  | 20.10  | 19.85  | 19.61  | X      | X      | 20.17 m |
| 9                  | Peter Shmock             | États-Unis         | 19.77  | 19.89  | 19.26  |        |        |        | 19.89 m |
| 10                 | Heinz-Joachim Rothenburg | Allemagne de l'Est | 19.26  | 19.79  | X      |        |        |        | 19.79 m |
| 11                 | Jaroslav Brabec          | Tchécoslovaquie    | 19.62  | 19.53  | X      |        |        |        | 19.62 m |
| 12                 | Reijo Ståhlberg          | Finlande           | 18.78  | 18.99  | 18.82  |        |        |        | 18.99 m |

## Légende
Records et Performances
- AR : Record continental (area record)
- CR : Record des championnats (championship record)
- MR : Record du meeting (meet record)
- NR : Record national (national record)
- OR : Record olympique (olympic record)
- PR : Record paralympique (paralympic record)
- PB : Record personnel (personal best)
- SB : Meilleure performance personnelle de la saison (season's best)
- WL : Meilleure performance mondiale de l'année (world leader)
- WJR : Record du monde junior (world junior record)
- WR : Record du monde (world record)

Circonstances et Conditions
- DNF : N'a pas terminé (did not finish)
- DNS : N'a pas pris le départ (did not start)
- DQ : Disqualification (disqualification)
- NM : Aucun essai valable enregistré (No Mark)
- Q : Qualifié « directement » au prochain tour (ou à la prochaine compétition), lors d'une compétition majeure, grâce au classement ou à la réalisation des minima (automatic qualifier)
- q : Qualifié au prochain tour (ou à la prochaine compétition), lors d'une compétition majeure, grâce au repêchage ou à la réalisation de l'une des meilleures performances parmi celles des « non qualifiés directement » (grâce au meilleur temps ou à la meilleure distance par exemple) (secondary qualifier)